# Adrian Gîdea
Adrian Gîdea (Drobeta-Turnu Severin, 13 marzo 2000) è un calciatore rumeno, centrocampista del Bihor Oradea.

## Caratteristiche tecniche
È un trequartista.

## Carriera
Cresciuto nel settore giovanile dell'CFR Cluj, debutta in prima squadra il 22 dicembre 2020 in occasione dell'incontro di Liga I pareggiato 0-0 contro l'U Craiova; realizza la sua prima rete il 25 maggio 2021 nella sfida vinta 2-0 contro l'FCSB.

## Statistiche

### Presenze e reti nei club
Statistiche aggiornate al 19 gennaio 2023.
| Stagione        | Squadra                   | Campionato      | Campionato | Campionato | Coppe nazionali | Coppe nazionali | Coppe nazionali | Coppe continentali | Coppe continentali | Coppe continentali | Altre coppe | Altre coppe | Altre coppe | Totale | Totale |
| Stagione        | Squadra                   | Comp            | Pres       | Reti       | Comp            | Pres            | Reti            | Comp               | Pres               | Reti               | Comp        | Pres        | Reti        | Pres   | Reti   |
| --------------- | ------------------------- | --------------- | ---------- | ---------- | --------------- | --------------- | --------------- | ------------------ | ------------------ | ------------------ | ----------- | ----------- | ----------- | ------ | ------ |
| 2020-2021       | CFR Cluj                  | L1              | 21         | 1          | CR              | 0               | 0               | UCL+UEL            | 0                  | 0                  | SR          | 1           | 0           | 22     | 1      |
| 2021-2022       | CFR Cluj                  | L1              | 8          | 0          | CR              | 1               | 0               | UCL+UEL+UECL       | 0+0+1              | 0                  | SR          | 0           | 0           | 10     | 0      |
| 2021-gen. 2023  | CFR Cluj                  | L1              | 4          | 0          | CR              | 1               | 0               | UCL+UECL           | 0                  | 0                  | SR          | 1           | 0           | 6      | 0      |
| Totale CFR Cluj | Totale CFR Cluj           | Totale CFR Cluj | 33         | 1          |                 | 2               | 0               |                    | 1                  | 0                  |             | 2           | 0           | 38     | 0      |
| gen.-giu. 2023  | SSU Politehnica Timișoara | L2              | 0          | 0          | CR              | 0               | 0               | -                  | -                  | -                  | -           | -           | -           | 0      | 0      |
| Totale carriera | Totale carriera           | Totale carriera | 33         | 1          |                 | 2               | 0               |                    | 1                  | 0                  |             | 2           | 0           | 38     | 0      |

## Palmarès

### Club

#### Competizioni nazionali
- Campionato rumeno: 1

CFR Cluj: 2021-2022